# Bernardino de Conti

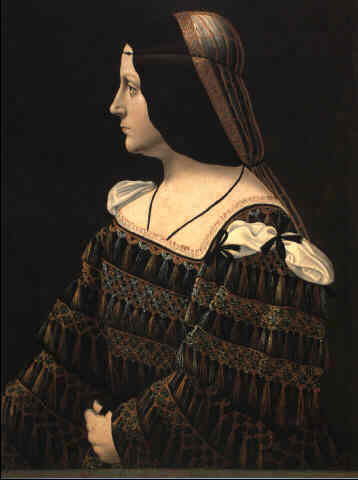
Portrait einer Frau

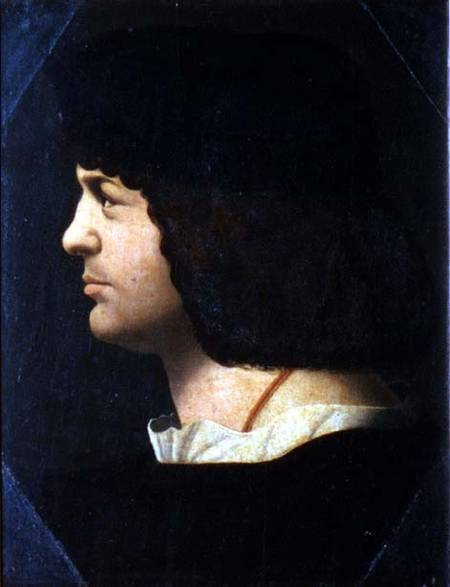
Portrait eines Mannes

Bernardino dei Conti, Nicolo de Conti, italienisch Bernardino de Conti oder Niccolò de Conti (* um 1470 in Castelseprio; † nach 1522) war ein italienischer Maler der Renaissance. Er gehörte zur Mailänder Schule, bekannt durch Profilansichten in der Porträtmalerei.

## Biographie
Es gibt nur wenige Informationen über das Leben des Malers, der zur Familie der Grafen von Castelseprio gehörte, wie von der Unterschrift auf dem Porträt eines Mannes in Rom bezeugt.
Seine künstlerische Ausbildung absolvierte er in Pavia, dann wechselte er an den Hof nach Mailand und war dort zeitgleich mit anderen Malern der Lombardei aktiv, zu nennen sei hierbei auch Leonardo da Vinci. Weitere Zeitgenossen, die als Lombarden geführt wurden, waren Buttinone von Treviglio, Giovanni Donato da Montorfano, Bartolommeo Suardi aus Mailand, später unter Bramante ausgebildet und daher Bramantino genannt, Ambrogio da Fossano, Borgognone genannt, Giovanni Ambrogio Bevilacqua, Vincenzo Civerchio aus Crema, Macrino aus Alba und andere mehr.

## Werke
De Contis Werke zeugen von einer großen Vorliebe für Porträts von wichtigen Persönlichkeiten im politischen Leben der Lombardei und in geringerem Maße von einem Interesse an kirchlichen Bildern, wie zum Beispiel eine Reihe Madonna mit Kind und Die Engel und Seelen im Fegefeuer. Auch merkwürdig sind die Verkündigung für den Rusca-Altar in der Wallfahrtskirche Madonna del Sasso oberhalb von Locarno (ca. 1502) und die Madonna mit dem Kind und dem Johannesknäblein, ausgeführt in Mailand (heute bewahrt in der Accademia di Belle Arti di Brera).
In der Kunstkritik seiner Zeit wird De Conti vor allem für seine Profilansichten gelobt und ist ein Markenzeichen, mit dem er sich von den Malern im Leonardo da Vinci Stil abhob. Die Profilansicht war eigentlich eine der Flachrelief Portraitplastik vorbehaltene Darstellungsart, wie für Münzen und Portraitplaketten. Diese Hinwendung zur Plastik rührte aus dem Zeitgeist des ausgehenden 15. Jahrhunderts in Mailand. „Die großen Bauten des Mailänder Domes und der Certosa di Pavia haben in der zweiten Hälfte des 15. Jahrhunderts vornehmlich der Skulptur einen großen Aufschwung gegeben und die Malerei dabei etwas in den Hintergrund gedrängt, weil unter der Regierung des Filippo Maria Visconti (1405–1447) nur noch wenige namhafte Maler gefördert worden.“ Münz schreibt in den Betrachtungen über Zeitgenossen da Vincis de Contis Stil als: trocken-präzise, eher dem Stichel als dem Pinsel entsprungen.
Zu den bekanntesten Porträts De Conti gehören das Porträt von Ambrogio da Fossano (1501), das Porträt des Catellano Trivulzio (1505) sowie das Porträt von Charles II. d’Amboise (1500) ausgestellt in der Pinacoteca di Varallo.